# 29986 Сюнсуке
29986 Сюнсуке (29986 Shunsuke) — астероїд головного поясу, відкритий 3 грудня 1999 року.
Тіссеранів параметр щодо Юпітера — 3,547.
Названо на честь Сюнсуке Накамури (яп. しゅんすけ(俊介) сюнсуке).